# Stevo Pendarovski
Stevo Pendarovski (Macedonisch: Стево Пендаровски) (Skopje, 3 april 1963) is een Macedonisch politicus van de SDSM. Van 2019 tot 2024 was hij de president van Noord-Macedonië.

## Biografie
Pendarovski werd in 1963 geboren in Skopje, een paar maanden voor de aardbeving van 26 juli 1963, waarbij 80% van de stad werd verwoest. Zijn ouders komen oorspronkelijk uit het dorp Galičnik (Mavrovo en Rostuša) en waren leraar van beroep. Pendarovski zelf is getrouwd met Elizabeta Gjorgievska en heeft één kind.

### Politieke loopbaan
Pendarovski is lid van de Sociaaldemocratische Unie van Macedonië. Vanaf 2001 was hij werkzaam als nationaal veiligheidsadviseur, eerst onder het presidentschap van Boris Trajkovski en later onder president Branko Crvenkovski.
In maart 2014 werd Pendarovski door zijn partij aangewezen als presidentskandidaat bij de Macedonische verkiezingen, die in april dat jaar plaatsvonden. Hij kreeg in de tweede ronde ruim 42% van de stemmen en werd daarmee ruim verslagen door de zittende president Gjorge Ivanov van de VMRO-DPMNE (57%). Vijf jaar later, bij de presidentsverkiezingen van 2019, mocht president Ivanov zich niet meer herkiesbaar stellen en nam Pendarovski het op tegen Gordana Siljanovska-Davkova. De eerste ronde werd met 44,7% nipt gewonnen door Pendarovski, waarna hij Siljanovska-Davkova in de tweede ronde duidelijk versloeg (53,5% tegen 46,4%). Hij werd op 12 mei 2019 ingehuldigd als president.
Pendarovski is een voorstander van een toetreding van Noord-Macedonië tot de Europese Unie. In dit proces was hij bereid om tegemoet te komen aan de eisen van Bulgarije om de Bulgaren in zijn land als een etnische minderheid te erkennen. Hiervoor was een aanpassing van de grondwet nodig. De kwestie speelde een rol bij de verkiezingen van 2024, waarbij Pendarovski zich herkiesbaar stelde als president. Net als vijf jaar eerder was Gordana Siljanovska-Davkova (VMRO-DPMNE) zijn voornaamste tegenstander. De rollen bleken nu te zijn omgedraaid en Pendarovski verloor zowel de eerste als de tweede ronde met groot verschil. Op 12 mei 2024 trad hij af.